# Bautasteine von Vestre Goa
Koordinaten: 58° 59′ 18,2″ N, 5° 37′ 21,8″ O
Die drei Bautasteine von Vestre Goa stehen in einem privaten Garten am Goaveien in Vestre Goa in Randaberg bei Stavanger im Fylke Rogaland in Norwegen.  Die Bautasteine wurden in einem Dreieck mit etwa 2,0 Metern Abstand zwischen ihnen platziert.
- Der größte Menhir ist etwa 3,5 Meter hoch, 0,4 bis 1,0 m breit und etwa 20 cm dick. Er wird 1,5 Meter über dem Boden abrupt schmaler.
- Der zweitgrößte Stein ist 2,0 Meter hoch, 80 bis 40 cm breit und etwa 20 cm dick.
- Der dritte Stein ist 1,7 Meter hoch, etwa 80 bis 30 cm breit und etwa 40 cm dick. Er verjüngt sich zur Spitze hin.

Etwa 1,5 km westlich liegt die Höhle von Vistehola.